# Lucerne Bell
Lucerne Bell (5 de agosto de 2004) es una deportista estadounidense que compite en natación, especialista en las pruebas de cuatro estilos. En los Juegos Panamericanos de 2023 obtuvo una medalla de plata en la prueba de 400 m estilos.

## Palmarés internacional
| Juegos Panamericanos | Juegos Panamericanos | Juegos Panamericanos | Juegos Panamericanos |
| Año                  | Lugar                | Medalla              | Prueba               |
| -------------------- | -------------------- | -------------------- | -------------------- |
| 2023                 | Santiago (Chile)     | Medalla de plata     | 400 m estilos        |